# S-cell
S-celler är en celltyp i duodenum och jejunum som utöndrar sekretin som svar på sjunkande pH när föda töms från magsäcken. Sekretinet i sin tur stimulerar pankreas att utsöndra bikarbonatjoner som höjer pH:t.